# Привернення уваги
Привернення уваги — ведення собою такої поведінки яка, має на меті привертання уваги оточення. Поведінка, спрямована на пошук уваги, визначається в DSM-5 як «діяння, спрямоване на те, щоб привернути увагу та зробити себе центром уваги та захоплення інших».:780 Цей термін не визначає мотивації поведінки та передбачає, що особа є актором, хоча термін «привернення уваги» іноді також передбачає за мотив - пошук само валідації. Вважається, що люди привертають увагу як позитивно, так і негативно, незалежно від фактичної користі чи шкоди здоров’ю. Вважається, що мотивація «привернення уваги» обумовлена самосвідомістю, а отже, екстерналізацією особистості, а не внутрішньою та само вмотивованою поведінкою. Цей тип впливу на поведінку особи може призвести її до потенційної втрати почуття своєї волі, до розладів особистості та поведінки.
Насолода від уваги оточення є соціально прийнятною в деяких ситуаціях. Однак надмірна потреба в увазі може призвести до труднощів у взаємостосунках. Однак, як тактичний метод, він часто використовується в боях, театральних діях (виступах) і є основоположним для маркетингу. Однією зі стратегій, що використовується задля протидії такому типу поведінки («привернення уваги») — є тактичне ігнорування.

## Причини
Причини поведінки «привернення уваги» різноманітні. Фактори ризику, що призводять до поведінки «привернення уваги», включають: самотність, ревнощі, низьку самооцінку, нарцисизм і жалість до себе. Бажання само валідації теоретизується як мотивації до поведінки «привернення уваги». Станом на 2022 рік жодне дослідження не оцінювало поширеність поведінки «привернення уваги» серед населення в цілому.
Повторювана поведінка «привернення уваги» є симптомом множинних розладів особистості, включаючи нарцисичний розлад особистості, гістріонний розлад особистості. Однак для прикордонного розладу особистості, «привернення уваги», частіше використовується як стигматизуючий ярлик, ніж як точний клінічний опис розладу. «Привернення уваги» може мати подібні прояви до РДУГ, хоча в корені вони відрізняються мотивацією цієї імпульсивності та гіперактивності.
Психоаналітична теорія стверджує, що нарцисизм пов'язаний із поведінкою «привернення уваги». У теорії надмірна потреба в увазі або захопленні називається нарцисичне заохочення.

## Стигма і критика
Термін «привернення уваги» був предметом критики за його використання як принизливого терміна для досягнення звинувачення жертви, особливо в контексті прикордонного розладу особистості та саморуйнівної поведінки. Як приклад, люди, які часто завдають собі шкоди, самоусвідомлюють факт заподіяння собі ран та шрамів та відчувають провину за свою поведінку, яка часто пов'язана з намаганням приховати самоушкодження. За аналізом 133 книг, які містять цей термін у 2005 році, цей термін часто використовується або без визначення, або з невдалим визначенням, не було знайдено жодних емпіричних досліджень конкретно щодо поведінки «привернення уваги», та існували широкі академічні розбіжності щодо причин і наслідків поведінки «привернення уваги». Використання стигматизаційної мови, як-от «привернення уваги», особливо поширене в медичних установах, хоча перебування студентів у психіатричному середовищі показало докази зменшення упередженості та стигми щодо осіб із психічними розладами.

## Дослідження
Існують дослідження про взаємозв'язок між використанням соціальних мереж і поведінкою, спрямованою на пошук уваги, серед інших рис особистості у Великій п'ятірці рис особистості в різних демографічних групах.
Під час дослідження користувачів Facebook у 2013 році було виявлено, що привітність і сумлінність негативно корелюють із тенденціями по привернення уваги. Дослідження 2014 року виявило докази, які свідчать про те, що за наявності рис характеру гістріонного розладу особистості соціальні мережі підсилюють поведінку привернення уваги у формі щитпостинг, тобто розміщення навмисно розпливчастих повідомлень, щоб викликати запити на деталі. Інтернет-тролі в соціальних мережах також схильні проявляти поведінку, спрямовану на пошук уваги. Дослідження 2016 року знайшло докази того, що люди, які прагнуть до уваги, можуть отримати користь від використання соціальних мереж, щоб компенсувати брак уваги в інших сферах міжособистісного спілкування, хоча цей висновок не зовсім узгоджується з подібними дослідженнями.
Дослідження 2021 року показало, що фабінг з боку інших (форма ігнорування іншими) позитивно корелює з поведінкою, спрямованою на привернення уваги, і цей ефект був сильнішим у чоловіків, хоча як альтернативне пояснення також розглядався нарцисизм. Подібне дослідження 2019 року виявило докази кореляції нарцисизму з поведінкою, що привернення увагу.

## Тактичне ігнорування
Тактичне ігнорування — це поведінкова стратегія управління, яка використовується для боротьби з поведінкою «привернення уваги», коли особа не подає зовнішніх ознак розпізнавання поведінки, наприклад, не дивиться зоровим контактом, не реагує вербально та не реагує фізично на особу з поведінкою «привернення уваги». Однак вони добре усвідомлюють поведінку і спостерігають за людиною, щоб забезпечити свою безпеку та безпеку інших, потенційно залучених. Бажаним наслідком поведінки, спрямованої на «привернення уваги», є отримання уваги в тій чи іншій формі (позитивної, чи негативної) від іншої людини. Тактичне ігнорування — це техніка, яка часто використовується в надії, що коли особа, яка має на меті «привернення уваги», більше не отримує цієї уваги, може зрештою припинити шукати або привертати її. Він найчастіше використовується в навчанні поведінці дітей, але також підходить для зміни або уникнення поведінки дорослих.